# Ichikawadaimon
Ichikawadaimon (市川大門町, Ichikawadaimon-chō) est un ancien bourg de la préfecture de Yamanashi, ayant existé jusqu'au 1er octobre 2005, date de sa fusion avec les bourgs de Mitama et Rokugō pour former le bourg d'Ichikawamisato. Il faisait partie du district de Nishiyatsushiro.

## Géographie

### Topographie et hydrographie
Ichikawadaimon était un bourg de l'extrême nord du district de Nishiyatsushiro, au centre-ouest de la préfecture de Yamanashi. Le bourg était situé à la limite sud du bassin de Kōfu (ja). Il est traversé par les rivières Fuji (富士川) et Fuefuki (笛吹川).

### Villes limitrophes

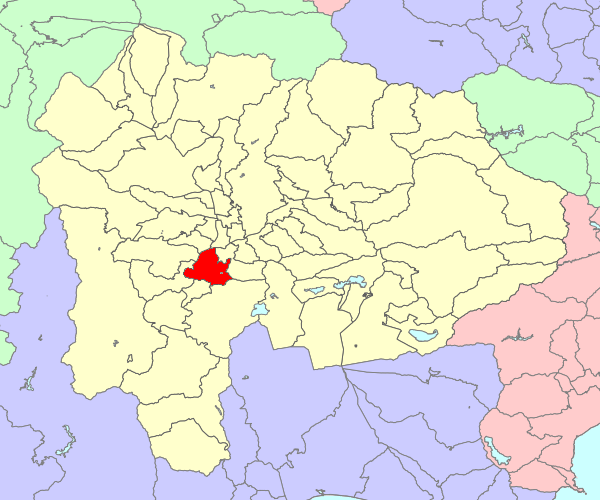
Localisation d'Ichikawadaimon dans la préfecture de Yamanashi (tracés territoriaux du 1er octobre 2005).

Entités territoriales limitrophes à la date de la fusion du 1er octobre 2005. À sa fondation en 1889, Ichikawadaimon est entouré à partir du nord, dans le sens horaire, des villages de Nango (ja) (南湖村) et Shinobu (ja) (忍村), tous deux du district de Nakakoma, et des villages d'Ueno (ja) (上野村), Yamaho (ja) (山保村) et Takada (ja) (高田村), tous trois du district de Nishiyatsushiro. Elle possédait aussi une exclave à l'est d'Ueno, bordée par les villages d'Ueno, Ōtsuka (ja) (大塚村), Shimokuishiki (ja) (下九一色村) et Yamaho, tous du district de Nishiyatsushiro.

## Histoire
Sous l'ancien système Ritsuryō, le bourg était l'équivalent de l'Ichikawa-gō (市川郷), qui est transféré du comté de Yatsushiro (ja) à celui de Koma (ja) (巨摩郡). À Ichikawa-gō, l'Ichikawa-shō (ja) (市河荘) a été établie au Xe siècle comme la seule seigneurie de la province de Kai qui a été établie avant l'établissement du système seigneurial (ja), et l'actuel bourg est située à son extrémité sud.
À la fin de la période Heian (794-1185), Minamoto no Kiyomitsu (ja) (源 清光), fils de Minamoto no Yoshikiyo (ja), est exilé de la province de Hitachi à la seigneurie d'Ichikawa, et ses descendants ont commencé le clan Gen de Kai (ja) (甲斐源氏, Kai Gen-ji), qui s'est installé dans différentes parties du bassin de Kōfu et a étendu son pouvoir dans toute la région. Dans l'actuel Ichikawadaimon, il y a des sites historiques qui proviennent du clan Takeda, comme les ruines de la résidence de Yoshikiyo à Hirashio'oka (平塩岡) et les ruines du temple Heien-ji (ja) (平塩寺). L'actuel Ichikawadaimon était considéré comme le centre de la seigneurie, avec d'autres parties touchant jusqu'au sud de Kōfu, ainsi que Chūō et Shōwa.
À partir du Moyen Âge, Ichikawa est connu pour sa production de papier washi et pour ses feux d'artifice depuis l'époque d'Edo (1603-1868). Y a notamment lieu annuellement le festival de feux d'artifice Shinmei (ja) (神明の花火大会). À l'époque moderne, cinq villages sont créés dans le comté de Yatsushiro, partie ouest. Tous les villages étaient sous le contrôle direct du shogunat et du domaine de Kōfu, et lorsque toute la province de Kai est à nouveau placée sous contrôle direct du shogunat en 1724, une partie passe sous le contrôle du bureau d'administration de Sanbun (三分代官), tandis que la zone d'Ichikawadaimon passe dans le bureau d'administration d'Ichikawa. La ville devient un important carrefour marchand, avec une auberge sur la route de Kawachi, le Sunshū Ōkan (ja), et sur la rive de Kurosawa de la route maritime de la rivière Fuji.
Le village moderne d'Ichikawadaimon apparaît en 1868 lors du début de l'ère Meiji (1868-1912), avec la création du comté de Yatsushiro. Le 19 décembre 1878, à l'adoption de la nouvelle loi municipale (ja), Ichikawadaimon passe du comté de Yatsushiro au nouveau district de Nishiyatsushiro, qui a été créé à partir de l'ancien comté dissous. Le 1er juillet 1889, sous la création de la loi municipale moderne, le village d'Ichikawadaimon est recréé. Le 24 avril 1900, Ichikawadaimon est élevé au rang de bourg. Le 15 mai 1954, Ichikawadaimon intègre le village de Takada (ja) (高田村). Le 1er avril 1955, il intègre une partie du village de Yamaho (ja) (山保村), l'autre partie passant dans le village de Kunado (ja) (久那土村). Le 30 septembre 1956, une partie du village de Daidō (ja) (大同村) est intégrée à Ichikawadaimon, tandis que l'autre est annexée par le bourg de Kajikazawa (鰍沢町) dans le district voisin de Minamikoma. Le 1er janvier 1958, l'ōaza (ja) (section de village) de Kurosawa (黒沢) passe du bourg d'Ichikawadaimon à celui de Kajikazawa.
Le 16 juillet 2005, après des ententes avec les bourgs voisins, une procédure de fusion est approuvée par l'assemblée préfectorale. Le 24 août, une notice officielle de fusion est publiée dans le journal local. Le 1er octobre 2005, Ichikawadaimon fusionne avec les bourgs voisins de Rokugō (六郷町) et Mitama (三珠町), tous deux du district de Nishiyatsushiro, pour former le bourg d'Ichikawamisato (市川三郷町), qui reprend les kanji « Ichikawa (市川) » d'Ichikawadaimon, « mi (三) » de Mitama et « sato (郷) » de Rokugō.

## Transports
Le bourg était traversé par la ligne Minobu de la JR Central, aux gares d'Ichikawa-Hommachi (en) (市川本町駅), d'Ichikawa-Daimon (市川大門駅) et de Kajikazawaguchi (ja) (鰍沢口駅).

## Personnes notables
- Aoshima Sadakata (ja) (青嶋 貞賢, Aoshima Sadakata?, 1820-1896), érudit et poète ;
- Sadao Ariizumi (ja) (有泉 貞夫, Ari'izumi Sadao?, 1932-2022), historien ;
- Hidekazu Ichinose (en) (市瀬 秀和, Ichinose Hidekazu?, 1975-), doubleur et acteur ;
- Fumio Ishihara (ja) (石原 文雄, Ishihara Fumio?, 1900-1971), romancier ;
- Sadataka Muramatsu (ja) (村松 定孝, Muramatsu Sadataka?, 1918-2007), professeur de littérature ;
- Makoto Watanabe (ja) (渡辺 信, 1840-1911?), homme politique, premier maire du village d'Ichikawadaimon ;
- Takashi Yoda (ja) (依田 孝, Yoda Takashi?, 1851-1903), homme politique.